# Nowela szachowa
Nowela szachowa (niem. Schachnovelle) – utwór austriackiego pisarza Stefana Zweiga napisany w 1941 r.
Nowela szachowa jest wyrazem antyfaszystowskiej postawy i postępowych poglądów pisarza oraz oryginalnym studium psychologicznym dokonanym poprzez pryzmat gry szachowej.
Pierwodruk ukazał się w Buenos Aires w 1942 r. Pierwsze wydanie europejskie ukazało się w Sztokholmie w 1943 r.

## Fabuła
Bohaterem utworu jest doktor B. prawnik austriacki, który po aneksji Austrii przez Hitlera jest prześladowany przez Gestapo i uwięziony w samotnej celi na długie miesiące.
Przed załamaniem psychicznym ratuje go gra w szachy, której uczy się z przypadkowo zdobytego podręcznika (a właściwie zbioru partii). Gra sam ze sobą początkowo na zaimprowizowanej szachownicy ulepionymi z chleba bierkami, a potem „na ślepo” w pamięci. Szachy przynoszą mu ratunek, ale wywołują objawy rozdwojenia jaźni. Doktor zostaje uznany za chorego psychicznie, jest zwolniony z więzienia Gestapo i udaje się do Ameryki.
Na pokładzie statku spotyka się płynącym na tournée do Argentyny arcymistrzem szachowym Mirko Czentoviciem. Przypadkowo zaaranżowane spotkanie szachowe między dr. B. i arcymistrzem przekształca się w dramatyczny pojedynek, którego przebieg oraz zaskakujący finał odsłaniają zawiłości umysłowe i psychiczne obu postaci.

## Nawiązania
Na podstawie tego utworu powstały również spektakle telewizyjne, m.in. w 1972 w Polsce w ramach Sceny Monodram Szach królowi w reżyserii Krzysztofa Kieślowskiego.